# Angelo Caroselli

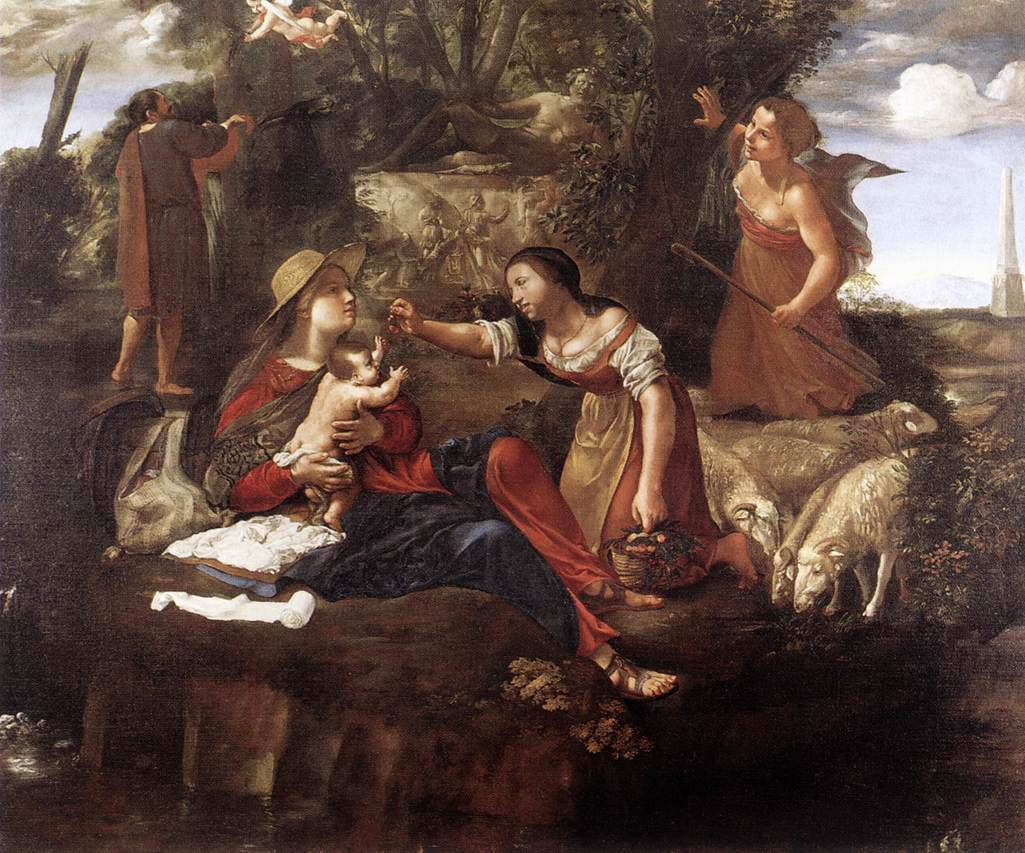
Descanso en la huida a Egipto.

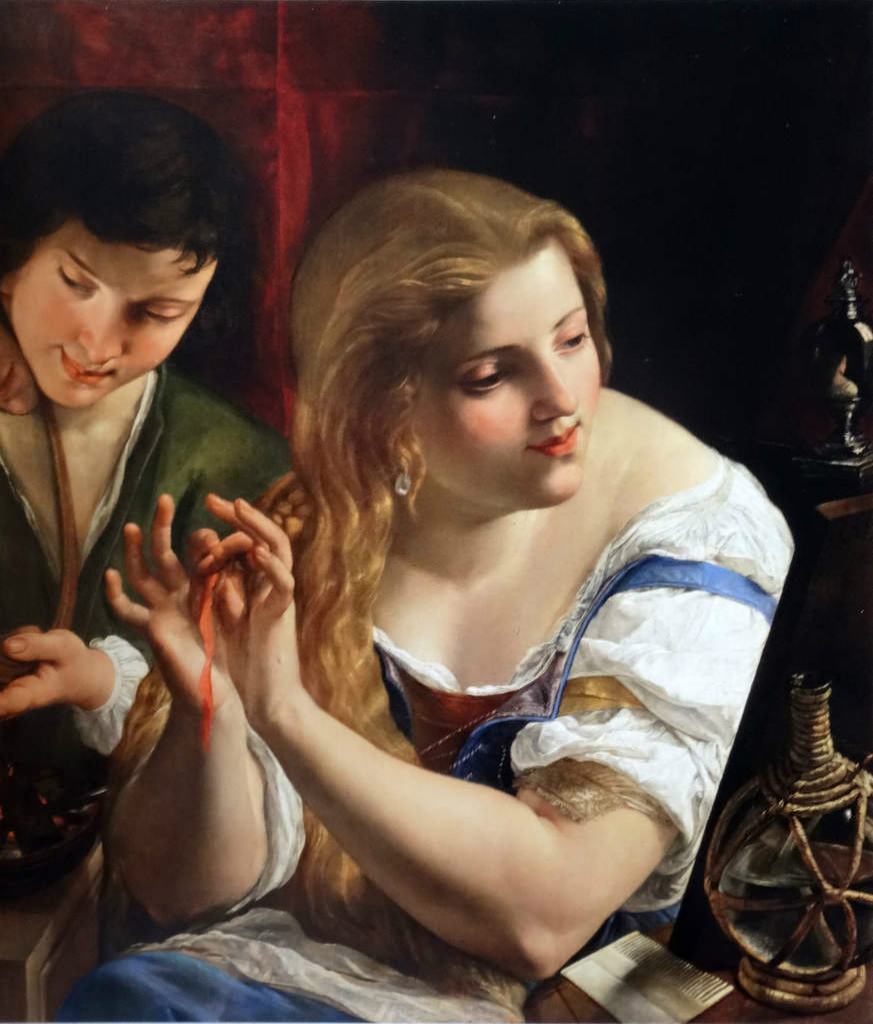
Alegoría de la Vanidad.

Angelo Caroselli (Roma, 10 de febrero de 1585-idem., 8 de abril de 1652) fue un pintor barroco italiano. Su estilo estuvo muy cercano al de Caravaggio y su círculo de seguidores.

## Biografía
Artista autodidacta, tuvo la suerte de entrar en contacto con los círculos caravaggistas. Según Baldinucci, tuvo la ocasión de conocer al propio Merisi, lo que le espoleó a dedicarse a la pintura. Están documentadas sus estancias en Florencia (1605) y Nápoles (1618). En 1615 desposó a la siciliana Maria Zurca. Fallecida ésta en 1637, Caroselli vivió en la casa del también pintor Agostino Tassi. En 1642 contrajo nuevo matrimonio con Brigitta, la hija del pintor flamenco Baldassare Lauri (Lauwers), padre de Francesco y Filippo Lauri, que serían alumnos y colaboradores de Caroselli.
Aunque artista reconocido en su tiempo (está documentada su pertenencia a la Accademia di San Luca de 1608 a 1636), Caroselli es recordado fundamentalmente como copista, restaurador e incluso falsario notable. Entre su extensa obra, destacan los pequeños cuadros para comitentes privados, de temática diversa, abundando las alegorías femeninas que desprenden una sensualidad notable, que corresponderían con las inclinaciones personales del artista, tal como aseveran sus biógrafos. Sus copias de maestros como Caravaggio, Nicolás Poussin, Annibale Carracci o Domenichino son excelentes. En su producción a veces se observa un consciente acento arcaizante, que le acercó en su madurez al estilo de Orazio Gentileschi o los artistas nórdicos.
Entre sus alumnos figuran, además de los hermanos Lauri, Pietro Paolini, Tommaso Donini (il Caravaggino) y su propio hijo Carlo Caroselli (fallecido en 1671).

## Obras destacadas
- Alegoría de la Vanidad (Fondazione Roberto Longhi, Florencia)
- Joven en meditación (Museo Calvet, Aviñón)
- Resurrección (Santa Francesca Romana, Roma)
- Dama con perrito (Colección particular)
- Otoño (Museo Fesch, Ajaccio)
- Primavera (Museo Fesch, Ajaccio)
- Pietà (Santa Maria in Valicella, Roma)
- Retrato de cantor (1620, Kunsthistorisches Museum, Viena)
- San Wenceslao, duque de Bohemia (1627-1632, Kunsthistorisches Museum, Viena)
- La Plaga de Ashdod (1631, National Gallery de Londres), copia de un original de Poussin.
- Descanso en la huida a Egipto (c. 1640-1650, Galleria Nazionale d'Arte Antica, Roma)